# شید بای بیرکفلد
شید بای بیرکفلد (به آلمانی: Gschaid bei Birkfeld) یک منطقهٔ مسکونی در اتریش است که در وایتس واقع شده‌است. شید بای بیرکفلد ۱۵٫۰۵ کیلومتر مربع مساحت دارد ۵۶۰ متر بالاتر از سطح دریا واقع شده‌است.